# Normen Europäischer Modellbahnen
A Norma Europeia de Modelismo, abreviadamente NEM, em alemão:  Normen Europäischer Modellbahnen, em francês:  Normes Européennes de Modélisme, em castelhano:  Normas Europeas de Modelismo, é um conjunto de normas para a atividade de ferromodelismo utilizado primordialmente nos países da Europa.
A NEM é resultado de estudos e pesquisas realizados por uma comissão técnica da MOROP em cooperação com os fabricantes do ramo. A responsabilidade de publicação dessas normas é da MOROP.

## Histórico
A NEM permite aos fabricantes criar seus produtos seguindo um padrão de compatibilidade. As normas definem padrões para os modelos, pistas, rodas, engates, contatos e controles.
A NEM cobre um espectro similar de normas que os definidos pela NMRA nos Estados Unidos, mas os dois padrões não estão completamente compatíveis no momento. Mais recentemente, a MOROP e a NMRA têm colaborado para estabelecer um conjunto de normas comum, por exemplo, para os Controles de Comando Digital (CCD).

## Características
As normas NEM são caracterizadas por um sistema de códigos de três dígitos, alguns com código adicional para o país.
| Códigos   | Conteúdo                     |
| --------- | ---------------------------- |
| 000 – 099 | Básico                       |
| 100 – 199 | Construção                   |
| 200 – 299 | Itens para operação elétrica |
| 300 – 399 | Veículos                     |
| 600 – 699 | Componentes elétricos        |
| 800 – 899 | Época                        |
| 900 – 999 | Equipamento modular          |

Além disso a NEM é dividida em três categorias:
- Norma imperativa (Normen) - (N)
- Recomendação (Empfehlungen) - (E)
- Documentação (Dokumentation) - (D)